# Tấn Hiếu Vũ Đế
Tấn Hiếu Vũ Đế (giản thể: 晋孝武帝; phồn thể: 晉孝武帝; bính âm: Jìn Xiàowǔdì) (362–396), tên thật là Tư Mã Diệu (司馬曜), tên tự Xương Minh (昌明), là vị Hoàng đế thứ 9 của nhà Đông Tấn, và là Hoàng đế thứ 14 của Nhà Tấn trong lịch sử Trung Quốc. Dưới thời ông trị vì, Đông Tấn vẫn tồn tại sau một nỗ lực lớn lớn nhằm tiêu diệt vương triều này của Tiền Tần, song ông lại là vị hoàng đế nhà Tấn cuối cùng thật sự cai trị đế quốc, do các con trai của ông là An Đế và Cung Đế nằm trong vòng kiểm soát của các nhiếp chính và quân phiệt. Bản thân Hiếu Vũ Đế đã chết một cách bất thường, ông bị người thiếp Trương quý nhân giết chết sau khi xúc phạm bà.

## Đầu đời
Tư Mã Diệu sinh năm 362, khi đó cha ông, tức Tư Mã Dục đang có tước hiệu Hội Kê vương và có chức vụ thừa tướng trong triều đình của Ai Đế. Mẹ của ông là Lý Lăng Dung, có xuất thân là một nô tì làm công việc dệt vải, nhưng dựa trên lời phán của pháp sư rằng bà sẽ mang đến cho ông một người kế tự, Tư Mã Dục đã cưới bà làm thiếp, bà sau đó đã sinh ra Tư Mã Diệu. Do ông được sinh ra vào lúc bình minh, bà đặt tên cho ông là Diệu, với tên chữ là Xương Minh, cả hai đều có nghĩa là "bình minh". Một năm sau, bà lại hạ sinh Tư Mã Đạo Tử. Do ông là người con trai lớn nhất còn sống của Tư Mã Dục, Tư Mã Diệu được định là người kế tự, và năm 365, khi ông mới ba tuổi, Tấn Phế Đế đã ra lệnh ban tước hiệu Lang Da vương cho cha ông và tước hiệu Hội Kê vương cho ông. Tư Mã Dục đã từ chối điều này, cả trên phương diện cá nhân và thay mặt con trai.
Năm 371, sau khi thua trận trước tướng Mộ Dung Thùy của Tiền Yên vào năm 369, tướng Hoàn Ôn đã quyết định thể hiện quyền lực của mình bằng cách buộc tội sai Phế Đế bất lực và các hoàng tử không phải là con đẻ của ông, rồi phế truất hoàng đế. Ông ta lập Tư Mã Dục làm hoàng đế mới, mặc dù vậy, quyền lực trên thực tế vẫn do Hoàn Ôn nắm giữ, do vậy, ông ta được coi là người chiếm đoạt ngai vàng nhà Tấn. Năm 372, Tấn Giản Văn Đế lâm bệnh, ông lập Tư Mã Duệ làm thái tử, song ban đầu ông định trao ngai vàng cho Hoàn Ôn nếu như ông ta muốn như vậy. Sau khi Giản Văn Đế băng hà, nhiều đại thần sợ hãi Hoàn Ôn nên đã không ngay lập tức tuyên bố Diệu Thái tử trở thành hoàng đế mới nhằm chờ động thái của Hoàn Ôn.

## Thời gian đầu trị vì
Ông trở thành hoàng đế mới khi mới 10 tuổi, do vậy vợ của Khang Đế là Chử Thái hậu đóng vai trò nhiếp chính, song trên thực tế, Vương Thản Chi (王坦之) và Tạ An (謝安) mới là những người đưa ra các quyết định, vì Hoàn Ôn đã từ chối lời đề nghị làm nhiếp chính, có lẽ do sợ đây là một cái bẫy. Tuy nhiên, vẫn có lo ngại rằng Hoàn Ôn sẽ chiếm lấy ngai vàng, và vào năm 373, khi Hoàn Ôn đến kinh thành Kiến Khang, đã xuất hiện tin đồn rằng Hoàn Ôn sẽ giết chết Vương Thản Chi và Tạ An rồi chiếm ngôi vua. Tuy nhiên, Hoàn Ôn đã do dự và không làm như vậy, ông ta qua đời một năm sau đó, lúc này, những nỗi sợ hãi trước việc Hoàn Ôn tiếm quyền đã tiêu tan khi em trai và người kế nghiệp Hoàn Ôn là Hoàn Xung cam kết trung thành với triều đình.
Một vấn đề lớn đối với triều đình Đông Tấn trong giai đoạn đầu cai trị của Hiếu Vũ Đế là sức ép mạnh mẽ từ kình địch ở phía bắc là Tiền Tần. Năm 373, Tiền Tần tấn công và chiếm Lương Châu (梁州, nay là phía nam Sơn Tây) và Ích Châu (益州, nay là Tứ Xuyên và Trùng Khánh). Tuy nhiên, về mặt đối nội thì có vẻ như Đông Tấn được Tạ An và Hoàn Xung quản lý khá tốt.
Năm 375, Hiếu Vũ Đến kết hôn với Vương Pháp Huệ, con gái của đại thần Vương Uẩn (王蘊), bà trở thành Hoàng hậu. Lúc đó ông mới 13 tuổi còn hoàng hậu mới 16 tuổi. Ông cũng bắt đầu học điển tịch và làm thơ. Năm 376, Chử Thái hậu chính thức rời bỏ vị trí nhiếp chính và trao lại quyền hành cho Hiếu Vũ Đế, tuy vậy, quyền quyết định chủ yếu vẫn nắm trong tay Tạ An.
Năm 376, chư hầu của Đông Tấn là Tiền Lương bị Tiền Tần tấn công, và quân Tấn dưới quyền chỉ huy của Hoàn Xung, đã cố gắng cứu viện cho Tiền Lương bắt cách tấn công Tiền Tần, song Tiền Lương đã thất bại quá nhanh chóng, Hoàn Xung phải cho rút quân. Lo sợ về một cuộc tấn công của Tiền Tần, Tấn cho di tản phần lớn cư dân ở phía bắc Hoài Hà về phía nam.
Năm 378, Tiền Tần thực hiện các cuộc tấn công nhằm vào các thành lớn của Tấn là Tương Dương, Ngụy Hưng (魏興, nay thuộc An Khang, Thiểm Tây), và Bành Thành (彭城). Trong khi tướng Tạ Huyền có thể ngay lập tức lấy lại Bành Thành thì Tương Dương và Ngụy Hưng đã bị mất vào tay quan Tiền Tần vào năm 379.
Năm 380, Vương Hoàng hậu qua đời. Hiếu Vũ Đế sau đó không lập hoàng hậu nào khác.
Năm 381, Hiếu Vũ Đế bắt đầu theo học kinh Phật, ông cho lập các học đường Phật giáo bên trong cung điện, mời các sư thầy đến sống tại đó.
Năm 383, Hoàn Xung tiến hành một cuộc phản công chống lại Tiền Tần, hy vọng tái chiếm Tương Dương và khu vực tây nam. Tuy nhiên, sau một số thất bại ban đầu, Hoàn Xung đã từ bỏ chiến dịch.

## Trận Phì Thủy
Sau đó vào năm 383, Hoàng đế Tiền Tần là Phù Kiên đã phát động một cuộc tấn công lớn chống Đông Tấn, với mục đích tiêu diệt triều đại này và thống nhất Trung Quốc. Tuy nhiên, trong trận Phì Thủy, quân lính của ông đã thất bại nghiêm trọng, với nhiều quân lính và tướng lĩnh thiệt mạng bao gồm cả em trai và thừa tướng Phù Dung (苻融). Tiền Tần bắt đầu suy sụp vào năm 384 sau thất bại này và sau đó không còn là mối đe dọa cho Đông Tấn.

## Thời kỳ trị vì giữa
Sau khi đánh bại quân Tiền Tần, nhân việc Tiền Tần suy sụp, Tạ Huyền đã dẫn đầu một chiến dịch nhằm tái chiếm các lãnh thổ đã mất, Đông Tấn sau đó đã lấy được hầu hết các châu của Tiền Tần ở phía nam Hoàng Hà một cách khá nhanh chóng, cũng như lấy lại Lương Châu và Ích Châu. Tuy nhiên, thừa tướng Tạ An, người được tín nhiều lớn sau chiến thắng, bắt đầu để mất thiện cảm trong con mắt của Hiếu Vũ Đế, con rể của Tạ An là Vương Quốc Bảo (王國寶), không hài lòng về việc Tạ An đã không ban cho mình một vị trí quan trọng nên bắt đầu xu nịnh cả Hiếu Vũ Đế và Hội Kê vương Tư Mã Đạo Tử và tấn công Tạ An. Tuy nhiên, Tạ An vẫn là thừa tướng cho đến khi ông qua đời vào năm 385. Tư Mã Đạo Tử thay thế vị trí của ông. Cả Hiếu Vũ Đế và Tư Mã Đạo Tử sa vào tiệc rượu và không dành nhiều thời gian cho chính sự.
Năm 387, Hiếu Vũ Đế lập con trai cả của mình là Tư Mã Đức Tông, khi ấy mới 5 tuổi, làm thái tử, tuy thế Tư Mã Đức Tông gặp phải căn bệnh "phát triển chướng ngại rất nghiêm trọng, ngay cả sau khi lớn lên, ông vẫn được mô tả là không thể nói chuyện hay tự mặc được y phục, và thậm chí không thể cho biết liệu ông no hoặc đói trong khi ăn.
Năm 390, Hiếu Vũ Đế bắt đầu mệt mỏi với việc Tư Mã Đạo Tử lợi dụng sự tín nhiệm của ông và trở nên bất kính, ông quyết định phải lập lực lượng đối trọng. Vũ Đế quyết định cho các quan là Vương Cung (王恭) và Ân Trọng Kham (殷仲堪) làm thứ sử các châu chủ chốt, bất chấp cảnh báo rằng cả Vương và Ân có tài tư tưởng hẹp hòi và có thể phát sinh vấn đề về sau.

## Thời kỳ trị vì cuối
Năm 394, Hiếu Vũ Đế tôn vinh mẹ mình, Lý Lăng Dung, làm thái hậu.
Năm 395, xung đột giữa Hiếu Vũ Đế và Tư Mã Đạo Tử đã bùng nổ, song nhờ sự can thiệp của Lý Thái hậu, Hiếu Vũ Đế đã không loại bỏ em trai mình. Sau khi được Từ Mạc (徐邈) hòa giải hơn nữa, quan hệ giữa hai anh em dường như đã được khôi phục.
Năm 396, Hiếu Vũ Đế đã dành quá nhiều thời gian của mình cho tửu sắc đến mức không gặp các quan lại để bàn việc nước một cách thường xuyên. Người thiếp ông sủng ái là Trương quý nhân. Vào cuối thu năm 396, tại một bữa tiệc, Hiếu Vũ Đế đã nói đùa với người thiếp này, khi đó gần 30 tuổi, "Dựa trên tuổi của nàng, nàng nên nhường lại vị trí của mình. Trẫm cần một ai đó trẻ hơn". Bà ta đã rất giận dữ song đã nén cảm xúc của mình. Đêm đó, Hiếu Vũ Đế lại say rượu, bà lệnh cho tất cả hoạn quan rời đi, hối lộ rượu cho họ, và sau đó lệnh cho các nô tì của bà làm ngạt thở Hiếu Vũ Đế bằng cách đặt một tấm chăn. Bà ta sau đó tiếp tục hối lộ nhiều người có mặt và tuyên bố rằng hoàng đế qua đời đột ngột khi đang ngủ. Bởi thái tử Tư Mã Đức Tông là người phát triển trở ngại, còn Tư Mã Đạo Tử thì ngu ngốc và không biết suy nghĩ nên đã không ai điều tra về cái chết của hoàng đế. Ngày hôm sau, Tư Mã Đức Tông đã lên ngôi và trở thành An Đế, còn Tư Mã Đạo Tử làm nhiếp chính.